# Marysville, Pennsylvania
Marysville är en ort i Perry County i delstaten Pennsylvania, USA.